# Candelaria, Zambales
Candelaria là một đô thị hạng 4 ở tỉnh Zambales, Philippines. Theo điều tra dân số năm 2000, đô thị này có dân số 23.399 người trong 4.321 hộ.

## Các đơn vị hành chính
Candelaria được chia thành 16 barangay.
| - Babancal - Binabalian - Catol - Dampay - Lauis - Libertador - Malabon (San Roque) - Malimanga | - Pamibian - Panayonan - Pinagrealan - Poblacion - Sinabacan - Taposo - Uacon - Yamot |